# Vasko Popa
Vasko Popa (srbsko: Васко Попа), srbski pesnik in urednik, * 26. junij 1922, Grebenac pri Vršcu, † 5. januar 1991, Beograd.

## Življenjepis
Vasko Popa je bil po etničnem poreklu Romun. Osnovno šolo in gimnazijo je obiskoval v Vršcu. Po končani gimnaziji se je vpisal na Filozofsko fakulteto v Beogradu, študij pa je nadaljeval v Bukarešti in Dunaju. Med vojno je bil zaprt v nemškem koncentracijskem taborišču v Zrenjaninu. Po koncu vojne pa je leta 1949 diplomiral na filozofski fakulteti v Beogradu. Od leta 1954 do 1979 je bil zaposlen kot urednik pri založbi Nolit v Beogradu.
Za literarno delo je prejel avstrijsko državno nagrado za evropsko literaturo za leto 1967. Od aprila 1972 je bil dopisni član SANU, istega leta je dobil tudi srbsko nagrado 7. julij.

## Literarno delo
Vasko Popa je eden najpomembnejših pesnikov povojne Srbije. Že od vsega začetka je veljal za »modernega«, kar pomeni, da je nastopil s poetiko, ki se je upirala tradicionalnim pesniškim postopkom, ne pa tudi duhovni tradiciji, h kateri se pesnik nenehno vrača. Njegova pesniška zbirka Kora pomeni izrazit preobrat v povojnem srbskem pesništvu, saj se je odmaknila od patetično graditeljske lirike. Popa je univerzalni pesnik, katerega poezijo bi težko razmejevali na tematske sklope; za slehernim pojavom, ki se ga pesniško loteva, odkriva splošne principe, kar zapušča vtis zgoščene univerzalnosti. Ker ni nikoli podlegel šablonskemu pisanju, velja Popa tudi za pomembnega prenovitelja srbskega patriotičnega pesništva.

## Najpomembnejša dela
Popa je največ prevajani sodobni srbski pesnik. Izdal je več pesniških zbirk: 
- Kora (1953)
- Nepočin polje (1965)
- Sporedno nebo (1968)
- Uspavana zemlja (1972)
- Hiša sredi ceste (1975, v kateri nosi osrednji cikel šestih pesmi naslov Sutjeskine oči)
- Volčja sol (1975)
- Živo meso (1975)
- Rez (1981)

Uredil je antologijo ljudskih umotvorov Od zlata jabuka, nato antologijo pesniškega humorja Urnebesnik in pesniških sanjskih podob Nočno sonce.